# Пауль, Вольфганг
Во́льфганг Па́уль (нем. Wolfgang Paul, МФА: [ˈvɔlfɡaŋ ˈpaʊ̯l]о файле; 10 августа 1913[…], Лоренцкирх, Мейсен — 7 декабря 1993, Бонн, Северный Рейн-Вестфалия) — немецкий физик, профессор, лауреат Нобелевской премии по физике в 1989 году (половина премии совместно с Хансом Демельтом) «за разработку метода удержания одиночных ионов». Вторую половину премии получил Норман Рамзей «за изобретение метода раздельных колебательных полей и его использование в водородном мазере и других атомных часах».

## Биография
В 1937 году окончил Высшую техническую школу в Мюнхене.
После защиты диссертации в 1939 году в Берлине, Пауль защищает вторую диссертацию в Гёттингене и работает там профессором с 1944 по 1952 год. В 1952 году он переходит в Боннский университет, где работает до 1981 года профессором и директором физического института.
С 1964 по 1967 года Пауль был директором физического отделения в ЦЕРНе, и в 1970—1973 годах — председателем совета директоров ускорителя DESY в Гамбурге. В 1979 году Пауль был избран президентом фонда имени Александра фон Гумбольдта и находился на этом посту в течение 10 лет.
В первом браке с Лизелотой Пауль (урождённая Хирше) у него было четверо детей — Ютта, Регине, Штефан и Лоренц. С 1979 года Пауль был женат на доцентке по средневековой литературе Дорис Вальх-Пауль. Сын Пауля, Штефан Пауль, заведует кафедрой экспериментальной физики в техническом университете Мюнхена, другой сын, Лоренц Пауль, является профессором физики в университете Вупперталя.

## Достижения
Вольфганг Пауль считается пионером в области физики элементарных частиц. Его работы охватывают области атомной и молекулярной физики, масс-спектроскопии, разделения изотопов, рассеяния электронов в веществе, радиобиологии, дозиметрии и медицинской терапии электронными пучками. В 1953 году Пауль разработал квадрупольный масс-фильтр (массфильтр Пауля) для применения в масс-спектроскопических измерениях.

## Награды
В 1989 году Пауль был удостоен Нобелевской премии по физике.
Среди прочих наград: степень почётного доктора в университетах Уппсалы, Ахена, Познани, Салоников, Кентербери. Пауль был вице-канцлером ордена Pour le Mérite. Он получил также золотую медаль академии наук в Праге, медаль Дирака от университета Нового Южного Уэльса. Пауль получил орден «За заслуги перед Федеративной Республикой Германия» (большой крест со звездой). От Немецкого физического общества Пауль получил премию имени Роберта Поля.
Именем Вольфганга Пауля названа премия Немецкого масс-спектроскопического общества (Исследовательская премия им. Вольфганга Пауля), а также премия Вольфганга Пауля, присуждаемая фондом Александра фон Гумбольдта и федеральным министерством образования и исследований и являющаяся одной из самых больших по сумме за всю историю науки Германии. В честь Пауля названа большая лекционная аудитория в университете Бонна.